# 269 av. J.-C.
Cette page concerne l'année 269 av. J.-C. du calendrier julien proleptique.

## Événements
- 25 mars (21 avril du calendrier romain) : début à Rome du consulat de Quintus Ogulnius Gallus et Caius Fabius Pictor[1].
  - Campagne contre les Bruttiens.
  - Début de la conquête du Picenum (fin en 268 av. J.-C.)[2].
  - Soumission des Samnites Saracènes[3].

- Couronnement d'Ashoka (Açoka ou Asoka), empereur Maurya du Magadha (Bihâr), quatre ans après la mort de son père Bindusâra (fin de règne en 231 av. J.-C.)[4]. Ashoka agrandit son royaume jusqu’au Gandhara (Afghanistan) et à l’Inde centrale (annexion du Kalinga en 261 av. J.-C.).

- Hiéron II, tyran de Syracuse, attaque les Mamertins, anciens mercenaires d'Agathocle qui occupent Messine. Battus près du fleuve Longanus, ils font appel à Carthage qui selon Diodore, intervient et envoie une garnison de quarante soldats à Messine[5].
- Début du règne de Hiéron II, qui reçoit le titre de roi (basileus) de Syracuse (fin en 215 av. J.-C.). Il instaure son autorité en mettant en déroute les Mamertins[6].

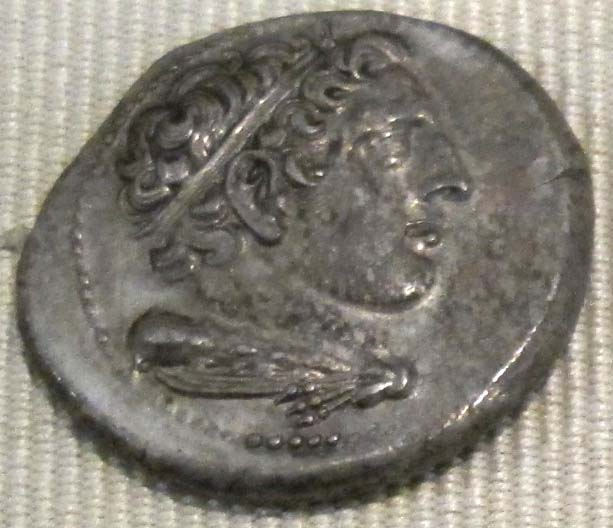
Didrachme d’argent, monnaie romaine de 269 av. J.-C..

- Accords monétaires entre Rome et les Lagides : un didrachme d’argent, au type de Diane, est frappé dans les ateliers de Tarente en rapport avec les monnaies égyptiennes (269/220 av. J.-C.). Des ateliers monétaires sont transportés à Rome[7].

## Naissances
- Attale Ier, souverain de Pergame.